# Machtsevenwicht
Machtsevenwicht is het politieke en veelal ook militaire evenwicht tussen twee of meer machtige staten. De mate van militair evenwicht wordt aangeduid als militaire balans.
Voorbeelden van machtsevenwicht waren: in Europa voor de Tweede Wereldoorlog Frankrijk, Duitsland en Groot-Brittannië, en voor de Eerste Wereldoorlog ook wel het Osmaanse Rijk, het tsaristische Rusland en Oostenrijk-Hongarije. Oostenrijk-Hongarije was de bondgenoot van Duitsland. Frankrijk was bondgenoot van Engeland en Rusland 
Na de Tweede Wereldoorlog was er sprake van een min of meer stabiel machtsevenwicht (in Engelstalige publicaties: Balance of power) tussen de Verenigde Staten en hun NAVO-bondgenoten enerzijds en de Sovjet-Unie en haar bondgenoten in het Warschaupact anderzijds. (Dit waren de twee "supermachten".)
Machtsevenwichten zijn in veel gevallen althans voor enige (tientallen) jaren stabiel doordat iedere actie van een supermacht zal leiden tot een reactie van de overige supermacht(en). Men kan denken aan economische en diplomatieke acties, maar ook een wapenwedloop. In het extreemste geval zetten de overige supermachten hun geschillen opzij om met een te ambitieuze supermacht af te rekenen, zoals tijdens de napoleontische oorlogen en de wereldoorlogen. Hierdoor is het behalen en behouden van de wereldhegemonie door een enkele staat zeer bezwaarlijk, riskant en uitputtend.
Machtsevenwichten zijn veelal op de langere termijn niet stabiel: als een der grootmachten bijvoorbeeld door intern verval ten onder gaat (Sovjet-Unie eind jaren tachtig van de 20e eeuw) kan een hegemonie door de overgebleven grootmacht(en) ontstaan, of juist een strijd om de macht om het niet meer door die ex-grootmacht beheerste gebied, zoals na de val van het Romeinse Rijk in de 5e eeuw van onze jaartelling. Ook kan de onderlinge wedijver tot uitputting lijden waardoor het machtsevenwicht fundamenteel gewijzigd wordt ten gunste van nieuwkomers. Dit geschiedde bijvoorbeeld in de Wereldoorlogen, waarin de Europese grootmachten elkaar bestreden en zelfs de overwinnaars nadien de status van grootmacht niet meer konden handhaven. De vijfenveertig jaar daarna zouden worden beheerst door twee nieuwe supermachten: de Verenigde Staten en de Sovjet-Unie. Uiteindelijk zou ook de Sovjet-Unie uiteenvallen waarna de Verenigde Staten als enige grote mogendheid of hypermacht over zou blijven.
Een machtsevenwicht tussen twee of meer niet-bevriende "blokken" kan tot zeer ongewenste neveneffecten leiden, zoals een bewapeningswedloop, waarbij onevenredig veel geld, energie en wetenschappelijke kennis in dienst van het militaire apparaat wordt gesteld, of het door de machtsblokken onderdrukken of veroveren van zoveel mogelijk andere landen. Het kolonialisme van vooral de 19e eeuw heeft veel kenmerken van dit laatste.